# Bohal
Bohal (in bretone: Bohal) è un comune francese di 833 abitanti situato nel dipartimento del Morbihan nella regione della Bretagna.

## Società

### Evoluzione demografica
Abitanti censiti